# Liste der Biografien/Horl
Liste der Biografien |
Portal Biografien |
Personensuche
# |
A |
B |
C |
D |
E |
F |
G |
H |
I |
J |
K |
L |
M |
N |
O |
P |
Q |
R |
S |
T |
U |
V |
W |
X |
Y |
Z |
?
 
Ha |
Hd |
He |
Hi |
Hj |
Hk |
Hl |
Hm |
Hn |
Ho |
Hr |
Hs |
Ht |
Hu |
Hv |
Hw |
Hy
 
Hoa |
Hob |
Hoc |
Hod |
Hoe |
Hof |
Hog–Hok |
Hol |
Hom |
Hon |
Hoo |
Hop |
Hoq |
Hor |
Hos |
Hot |
Hou |
Hov |
How |
Hox |
Hoy |
Hoz
 
Hora |
Horb |
Horc |
Hord |
Hore |
Horf |
Horg |
Horh |
Hori |
Horj |
Hork |
Horl |
Horm |
Horn |
Horo |
Horp |
Horr |
Hors |
Hort |
Horu |
Horv |
Horw |
Horx |
Hory |
Horz
Die Liste der Biografien führt alle Personen auf, die in der deutschsprachigen Wikipedia einen Artikel haben. Dieses ist eine Teilliste mit 54 Einträgen von Personen, deren Namen mit den Buchstaben „Horl“ beginnt.

## Horl
- Hörl, Andreas (* 1973), deutscher Konzert- und Opernsänger mit der Stimmlage Bass
- Hörl, Anton (* 1959), deutscher Modelleur, Bildhauer und Zeichner
- Hörl, August (1876–1956), deutscher Oberst, paramilitärischer Aktivist
- Hörl, Christian (* 1961), deutscher Bildhauer und Konzeptkünstler
- Hörl, Christian (1962–2020), österreichischer Politiker (GRÜNE), Landtagsabgeordneter in Vorarlberg
- Hörl, Christopher (* 1989), österreichischer Skirennläufer
- Hörl, Erich (* 1967), österreichischer Philosoph und Medientheoretiker
- Hörl, Fabian (* 1992), österreichischer Biathlet
- Hörl, Franz (* 1956), österreichischer Politiker (ÖVP), Abgeordneter zum Nationalrat
- Hörl, Friedrich Alois († 1683), bayerischer Jurist
- Hörl, Jan (* 1998), österreichischer Skispringer
- Hörl, Josef (1928–2017), österreichischer Politiker (ÖVP), Dritter Präsident des Salzburger Landtages
- Hörl, Josef Georg (1722–1806), österreichischer Jurist, Bürgermeister von Wien
- Hörl, Julian (* 1992), österreichischer Beachvolleyballspieler
- Hörl, Jürgen Christian (* 1975), österreichischer Designer
- Hörl, Kathi (1936–2017), österreichische Skirennläuferin
- Hörl, Michael (* 1989), österreichischer Biathlet
- Hörl, Ottmar (* 1950), deutscher KünstlerOttmar Hörl (* 1950)

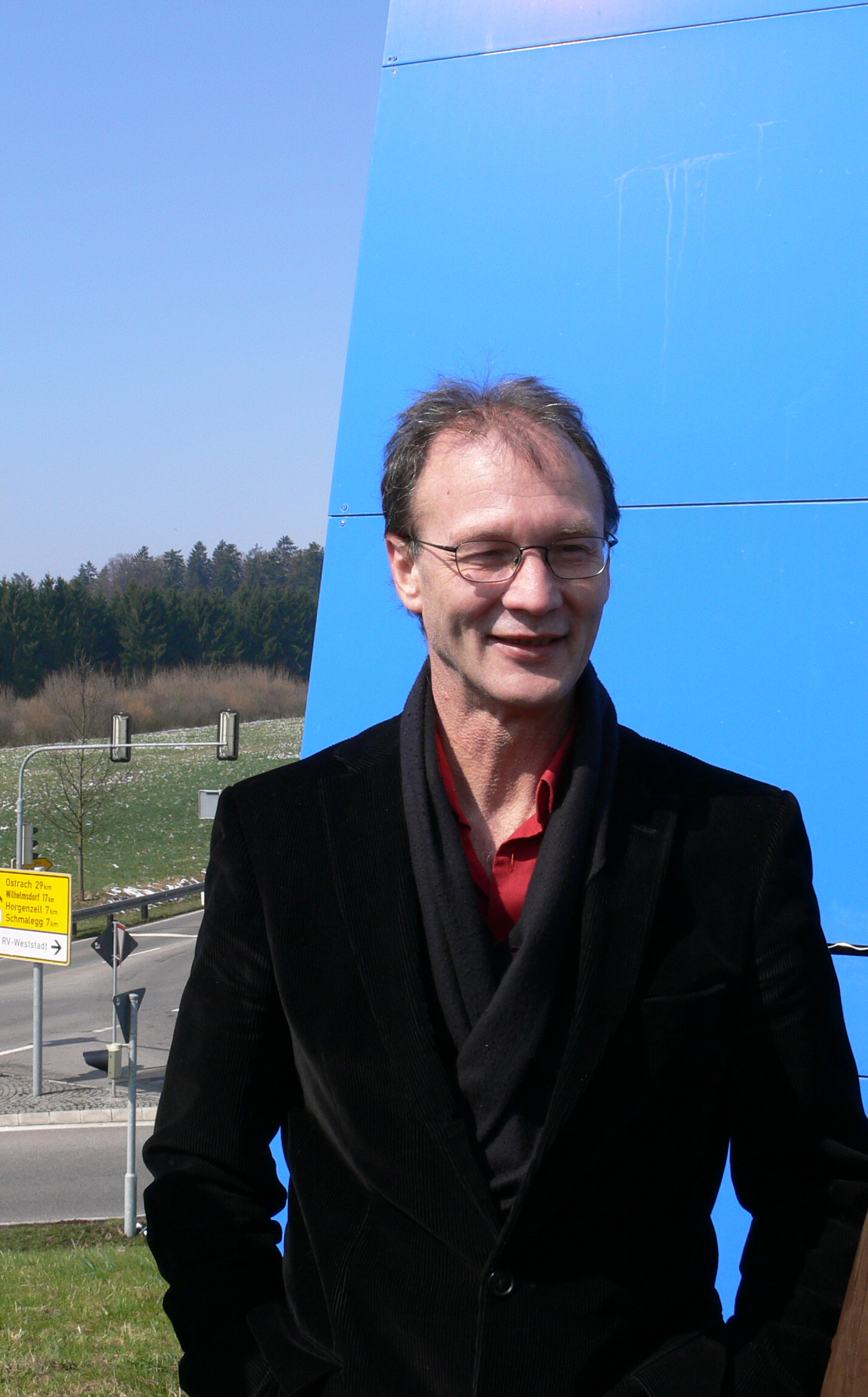
Ottmar Hörl (* 1950)

- Hörl, Richard (1939–2019), österreichischer Politiker (Bürgerliste Salzburg)
- Hörl, Thomas (* 1975), österreichischer Künstler
- Hörl, Thomas (* 1981), österreichischer Skispringer
- Hörl, Wolfgang (* 1983), österreichischer Skirennläufer

### Horla
- Horlacher, Hellmut (1927–2013), deutscher Jurist und Verbandsfunktionär
- Horlacher, Johann Karl von (1769–1852), deutscher Militärarzt, Leibarzt von Gebhard Leberecht von Blücher
- Horlacher, Kevin (* 1989), deutscher Skispringer
- Horlacher, Leonhard (1875–1955), deutscher Schmied, Gewerkschafter und Politiker (SPD)
- Horlacher, Lothar (1933–2016), deutscher Politiker (SPD), MdL
- Horlacher, Max (1931–2024), Schweizer Unternehmer, Konstrukteur von Elektrofahrzeugen
- Horlacher, Michael (1888–1957), deutscher Politiker (BVP, CSU), MdR, MdB

### Horlb
- Horlbeck, Günter (1927–2016), deutscher Maler und Grafiker
- Horlbeck, Heinrich (1897–1980), deutscher Politiker (NSDAP), MdR
- Horlbeck-Kappler, Irmgard (1925–2016), deutsche Malerin und Grafikerin

### Horle
- Hörle, Emil (1867–1938), deutscher Lehrer und Geograf
- Horle, Emil (1908–1976), Schweizer Handballer
- Hörlein, Heinrich (1882–1954), deutscher Unternehmer und Hochschullehrer für Medizin
- Horlemann, Jürgen (1941–1995), deutscher Autor und Verleger
- Horlemann, Ralf (* 1960), deutscher Diplomat
- Hörlén, Johan (* 1967), schwedischer Jazzmusiker (Altsaxophon, Klarinette, Komposition)
- Horlenius, Josef († 1521), deutscher Humanist und Poet
- Horlenko, Wassyl (1853–1907), ukrainischer Schriftsteller, Literaturkritiker, Kunsthistoriker, Volkskundler und Ethnograph
- Hörler, Arnold (1903–1995), Schweizer Ingenieur und Professor an der ETH Zürich
- Horler, David (* 1943), britischer Jazzmusiker
- Hörler, Hans (1905–1969), niederösterreichischer Pädagoge, Landesschulinspektor und Lyriker
- Horler, John (* 1947), britischer Jazz-Pianist
- Horler, Natalie (* 1981), deutsch Sängerin mit englischen UrsprüngenNatalie Horler (* 1981)

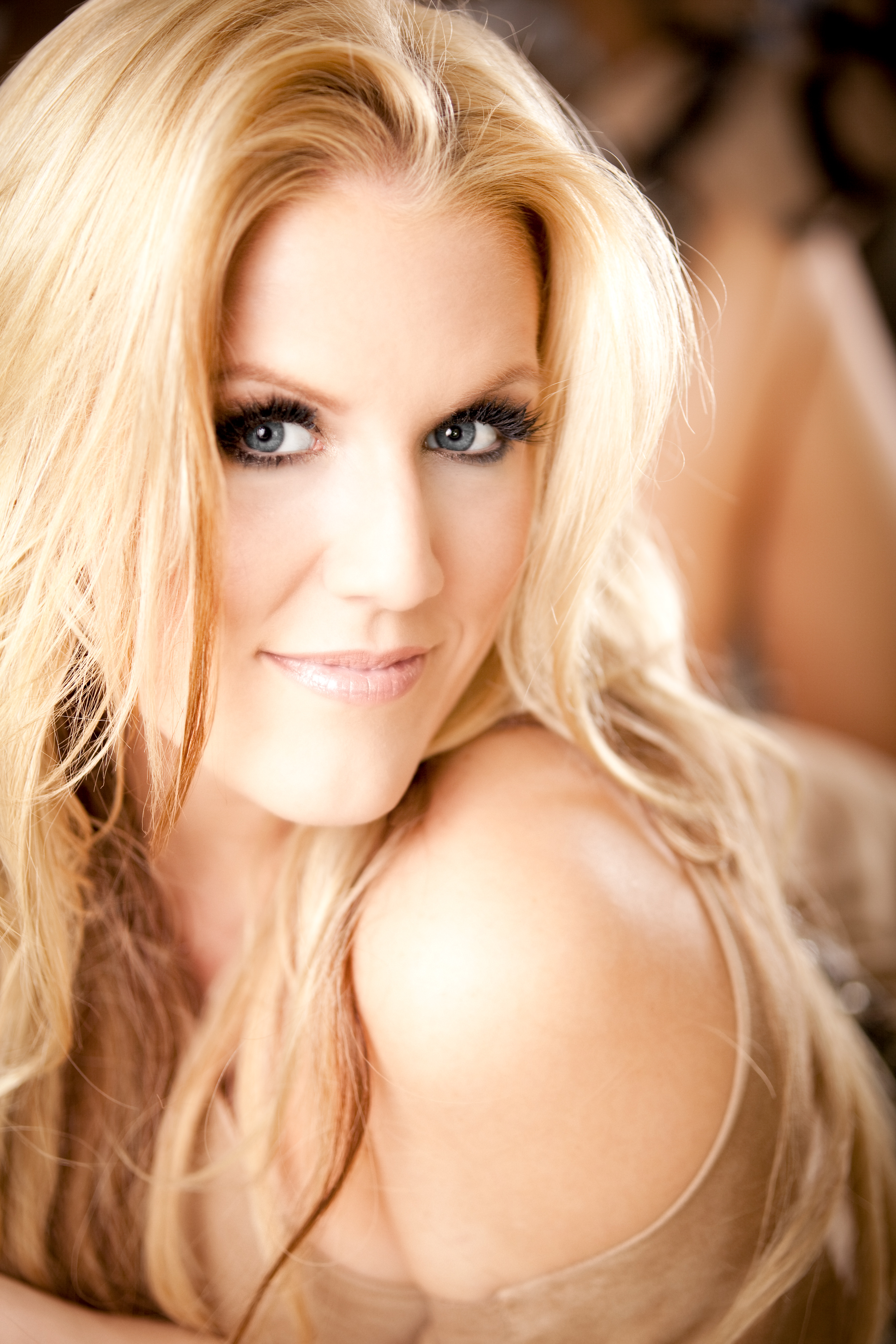
Natalie Horler (* 1981)

- Hörler, Rolf (1933–2007), Schweizer Lyriker
- Hörlezeder, Dominic (* 1984), österreichischer Politiker (Grüne)

### Horli
- Horlick, Nicola (* 1960), britische Investmentbankerin
- Hörlin, Wolfgang (* 1955), deutscher Organist und Musikpädagoge
- Horlis-Horskyj, Jurij (1898–1946), ukrainischer Schriftsteller und Offizier
- Horlitz, Albert (1882–1972), deutscher Politiker (SPD)
- Horlitz, Andreas (1955–2016), deutscher Künstler

### Horlo
- Horlowa, Alina (* 1992), ukrainische Regisseurin

### Horly
- Hørlykke, Rikke (* 1976), dänische Handballspielerin